# 相州
相州（そうしゅう）は、中国にかつて存在した州。南北朝時代から金代にかけて、現在の河南省安陽市一帯に設置された。

## 魏晋南北朝時代
401年（天興4年）、北魏により相州が置かれた。
534年（天平元年）、東魏が鄴に遷都すると、相州は司州と改称された。
577年（建徳6年）、北周が北斉の都の鄴を奪取すると、司州は相州と改称された。

## 隋代
隋初には、相州は3郡9県を管轄した。607年（大業3年）、郡制施行に伴い、相州は魏郡と改称され、下部に11県を管轄した。隋代の行政区分に関しては下表を参照。
| 隋代の行政区画変遷 | 隋代の行政区画変遷               | 隋代の行政区画変遷 | 隋代の行政区画変遷 | 隋代の行政区画変遷 | 隋代の行政区画変遷                                                         |
| 区分               | 開皇元年                         | 開皇元年           | 開皇元年           | 区分               | 大業3年                                                                    |
| ------------------ | -------------------------------- | ------------------ | ------------------ | ------------------ | -------------------------------------------------------------------------- |
| 州                 | 相州                             | 相州               | 相州               | 郡                 | 魏郡                                                                       |
| 郡                 | 魏郡                             | 成安郡             | 林慮郡             | 県                 | 安陽県 成安県 臨漳県 洹水県 臨淇県 鄴県 滏陽県 臨水県 林慮県 霊泉県 堯城県 |
| 県                 | 鄴県 成安県 臨漳県 洹水県 臨淇県 | 滏陽県 臨水県      | 林慮県 霊泉県      | 県                 | 安陽県 成安県 臨漳県 洹水県 臨淇県 鄴県 滏陽県 臨水県 林慮県 霊泉県 堯城県 |

## 唐代
618年（武徳元年）、唐により魏郡は相州と改められた。742年（天宝元年）、相州は鄴郡と改称された。758年（乾元元年）、鄴郡は相州と改称された。相州は河北道に属し、安陽・鄴・湯陰・林慮・堯城・洹水・臨漳・成安・内黄・臨河の10県を管轄した。

## 宋代
北宋のとき、相州は河北西路に属し、安陽・湯陰・臨漳・林慮の4県を管轄した。
1128年（建炎2年）、金が南宋から相州を奪った。1129年（天会7年）、相州に彰徳軍節度が置かれた。1192年（明昌3年）、相州は彰徳府に昇格した。